# سیارک ۳۸۱۴
سیارک ۳۸۱۴ (به انگلیسی: 3814 Hoshi-no-mura، نامگذاری:1981JA) سه هزار و هشتصد و چهاردهمین سیارک کشف شده‌است که در ۴ مه ۱۹۸۱ کشف شد.
قدر مطلق سیارک برابر ۱۲٫۳۰ است.